# Queen Games
Queen Games è una casa editrice tedesca di giochi da tavolo, con sede a Troisdorf e fondata nel 1992 da Rajive Gupta.
È specializzata prevalentemente nella pubblicazione di giochi in stile tedesco e family games, ma pubblica anche giochi per bambini e giochi più complessi.

## Principali giochi pubblicati
- 2003 - Alhambra, di Dirk Henn, vincitore del premio Spiel des Jahres 2003
- 2005 - Roma, di Stefan Feld
- 2006 - Shogun, Dirk Henn, Nominato categoria "Miglior gioco di strategia" del premio International Gamers Award 2006
- 2010 - Fresco di Marco Ruskowski e Marcel Süßelbeck, vincitore del Deutscher Spiele Preis 2012 e nominato per il premio Spiel des Jahres 2010
- 2011 - Kingdom Builder, di Donald X. Vaccarino, vincitore del premio Spiel des Jahres 2012
- 2012
  - Edo, di Louis Malz e Stefan Malz
  - Escape - Der Fluch des Tempels, di Kristian Amundsen Ostby
- 2013
  - Amerigo, di Stefan Feld
  - Thebes: The Tomb Raiders, di Peter Prinz
- 2016 - Glüx, di Jakob Andrusch
- 2017 - Merlin, di Stefan Feld e Michael Rieneck
- 2018 - Luxor, di Rudiger Dorn, gioco nominato al premio Spiel des Jahres 2018
- 2019 - Copenhagen, di Asger Harding Granerud e Daniel Skjold Pedersen